# 楊志良
楊志良（1946年3月12日—），臺灣公共衛生學者、政治人物，曾任行政院衛生署署長、臺北市廉政委員、國立台灣大學公共衛生學院健康政策與管理研究所兼任教授、亞洲大學教授。現為台灣高齡化政策暨產業發展協會理事長。

## 生平

### 早年
楊志良出生於臺北市萬華區。家境穩定，在家排行第二，自小居於臺北市塔城街鐵路局宿舍。
1965年畢業於台北市立成功高級中學。
1968年畢業於國立台灣師範大學衛生教育系
1972年獲得國立台灣大學公共衛生研究所碩士
1979年取得美國密西根大學公共衛生學院博士學位

### 教育工作
稍後就任台大公衛系主任，台大公衛學院醫療機構管理研究所、衛生政策與管理研究所教授。
2001年後轉至亞洲大學任教。

### 衛生署署長
2009年8月，因前衛生署署長葉金川辭職參選花蓮縣縣長，出任衛生署署長，是第二位由純公共衛生出身，非醫師背景者出任的署長。2011年1月5日二代健保一案在立法院三讀通過後，即向行政院院長吳敦義請辭衛生署署長獲准。
衛生署署長卸任後以公益為名，將買入時單價新台幣3,000元的公事包進行網拍，由鴻海集團董事長郭台銘以500萬零900元整赢得竞标，連同楊志良以得標者名義加碼捐出的50萬元，刷新之前健保單一捐款人200万捐款紀錄。而郭台銘在面交時在該公事包上寫上「好膽愛心包」五字後，還給楊志良。
2011年11月接受中國國民黨提名，列入2012年中華民國立法委員選舉政黨比例代表名單中的一員。

### 退休後
2015年4月，楊志良宣佈參選中國國民黨2016總統大選提名初選，後由洪秀柱出線。

### 成立台灣高齡化政策暨產業發展協會
2015年，與吳春城共同創立台灣高齡化政策暨產業發展協會，並擔任常務理事和理事長。

### 籌組政黨
2019年4月12日，宣佈創立玉山黨，且已完成申請程序，等待內政部依政黨法審查核准。對此，內政部表示，楊志良等人已召開政黨成立大會，但內政部未收到相關資料。截至2025年2月，內政部政黨資訊網上查不到以玉山黨為名的申請案。

## 言論及爭議

### 調漲健保
楊志良上任之初，當時全民健保嚴重虧損，楊志良及許多醫生都認為調漲保費才能減緩問題，但反對意見很大，楊志良認為他出任衛生署長的任務就是調漲健保費（尤其是有錢人的健保費）以及追討台北市所積欠的健保費，以維持永續經營及社會公義。對於外界批評調漲健保費的政策，他提出辯護認為，健保費及費率並不是衛生署所制定，卻要衛生署來負責，健保欠費、虧損是中央及地方政府的事，與健保局、衛生署何干？他表示「健保不能倒、醫療不能少、保費不能漲，只有請上帝當署長」，他認為台灣實施健保成果在國際上獲得很高評價，民眾又要馬兒好、又要馬兒不吃草，表示民眾白目又濫情，又要健保費不調漲，還要健保不能倒，除非請上帝當署長才能辦得到，為自己需要調漲健保費政策作辯護說明。

### 美牛事件
在2009年10月間台灣大幅放寬美國牛肉進口部位引起的風波中，面對外界痛批政府高層「喪權辱國」之下，時任衛生署長的楊志良出面解釋，美國賣東西給台灣卻得受委屈，經過這麼長時間的諮商談判，「美國人自己吃老牛，我們吃嫩牛；美國要賣給我們，我們還要挑肥揀瘦。」，對於此風波楊志良非常自信為自己政策安全保證說：「如果吃美國牛肉造成多人死亡，我一定切腹自殺」，保證政府把關沒問題。而後壹週刊社論則評論，楊志良是被馬英九、蘇起等人推出來的砲灰。

### 陸配前夫子女納健保
2009年12月，衛生署公告陸配前夫子女納健保，引起藍綠立委同聲批評，楊志良表示這是整體大陸政策，會向陸委會反應。 而後，他表示將推動修法調漲外籍人士保費，以解決健保對外籍及中國大陸人士過於優惠的問題。 但之後提的草案並未調整中國大陸來台人士健保費率。

### 環保署開車騎車走路禁菸法案
2010年1月13日中午，金溥聰一通電話打給環保署署長沈世宏，要求撤回送入立法院審議之開車騎機車及走路禁菸法案，當天晚間9時，環保署發布新聞稿撤回法案。對此，時任衛生署長楊志良表示「抽菸是個人的自由，在戶外走路抽菸是民眾的選擇，如果連這個空間都要剝奪，會讓人誤會好像要趕盡殺絕」。其不顧自身角色及忽視不吸菸者免於二手菸迫害之人權，全力捍衛邊開車騎車走路吸菸者自由，引發極大爭議。

### 健保費率調整
2010年，對於改善健保財務問題，已於春節前宣佈調整健保費率，遭到批評。健保調整的目的就是要保障中下階級的就醫權益，讓有錢的人多繳保費，窮人少繳。目前健保費以「個人薪資」作為費基（個人薪資×費率＝健保費），但許多富者的所得並非來自薪資，反倒是受薪族群的所得幾乎全部來自薪資，並未達到「依能力來負擔」的公平性。二代健保的目的就在於將費基改為「家戶總所得」，期待能提升保費計算的公平性 。楊志良表示，推動二代健保為保障健保制度永續經營的重要工作。2010年3月8日，為了推動二代健保改革，請辭衛生署長一職，不到一個星期卻又接受慰留，被解讀為政治動作。在2010年五都直轄市市長選舉過後，行政院推出二代健保方案送至立法院審議，然而朝野立委都指出二代健保的公平性仍有大問題。也有國民黨立委為擔心即將到來的立委選舉，害怕通過影響選情，因此反對二代健保方案。

### 中國大陸醫院納入台灣健保
中央通訊社、自由時報及聯合報報導楊志良於第六十三屆世界衛生大會行前記者會上透露「希望台灣能開放中國當地醫院納入台灣健保特約」，而後遭到朝野立委、醫界及站在醫界對立面的健保監督團體反對。反應劇烈的原因是給付中國大陸絕對不可能有效稽核，會造成「台灣醫院吃緊、中國醫院緊吃」、「台灣人為了治療中國人而虧本到破產」的現象，很容易讓台灣破產；而中國大陸也有知名台資醫院，這些醫院被認為佈局已久；有識之士在過去就擔憂兩岸開放政策會被惡搞到產生這些惡果。雖然楊志良予以澄清
，但其澄清缺乏說服力，尤其是總統馬英九的「盼給大陸台商家鄉級醫療」一席話，更是讓楊志良的保證無效化。

### 卸任前興訟
2011年2月，在衛生署長卸任前，以衛生署名義對《大話新聞》的主持人與名嘴等人提告，以「2009年涉嫌散布謠言，導致有民眾因為沒打H1N1疫苗染病喪命」。節目主持人鄭弘儀表示，當時曾邀請楊志良專訪為H1N1疫苗政策辯護，但被以「拒絕為節目增加收視率」為由而拒絕。

### 稱沒醫德為獸醫
2011年7月，楊志良出版書籍《拚公義，沒有好走的路》，但書中卻稱沒醫德為獸醫。引起獸醫公會不滿，要求楊志良道歉，並下架修改書籍內容，否則提告。楊志良拒絕道歉，並挑釁「要告就去告」。同年7月25日，在律師陳長文斡旋之後，楊志良道歉，並表示該書再版時會更改內容，獸醫公會也撤銷告訴。

### 引用錯誤數據
2014年7月10日，投稿蘋果日報「健保虧待醫界？醫界虧待健保？」，文中表示「以2013年為例，西醫基層健保合約診所共有10,120家，醫師14,684名，給付總額是1,658.6億。亦即平均支付每一診所每月超過136萬，或說每名醫師每月94萬。」
然而文中引用錯誤數據，引發醫界質疑，實際上1,658.6億是西醫基層、牙醫和中醫三大總額的給付合計，而且是點數而非元，用此合計除以西醫基層診所數及醫師數，所得結果當然是錯誤，實際上該年給付西醫基層總金額為959.8億，算出來給付平均每診所每月應為79萬元，每醫師每月應為54萬元，文中又表示「另外，平均每間診所一年有24,917次門診，以掛號費平均100元 計算，就有近250萬的掛號費收入。」一樣是將前述三大總額的門診人次252,165,000人次除以西醫基層診所述所致，實際西醫基層總人次為185,523,000人次，平均每診所每年看診18,332人次。

### 抗議「軍公教廢票聯盟」訴求，如同公開賣票
在2014年直轄市長及縣市長選舉前，楊志良投書蘋果日報，表示要給連勝文良心的建議「反正勝選無望，留點骨氣，叫這些死要錢的叔叔伯伯滾回去吧」；楊志良認為，「軍公教廢票聯盟」是在侮辱所有退休軍公教人員，這些少數退休軍公教人員，可以要求討論慰問金，但不可以把慰問金議題和投票放在一起。聯盟宗旨及訴求很清楚，「沒有給我慰問金，我就不投票」、「給我慰問金，我就投誰」，這根本就是公開賣票，實在不可取。

### 打疫苗爭議
2021年7月，楊志良參加聯亞疫苗第二期臨床試驗，檢測後認為自己體內沒有產生抗體，推測自己是施打安慰劑，因此跑去接種AZ疫苗，事後才被通知是「疫苗組」，引起多方議論。

### 快篩試劑風波
2022年4月，楊志良想捐千萬劑快篩給學校警消等單位，須等衛福部許可輸入，表示已將資料送食藥署，希望能盡快核准進口申請，但指揮中心指揮官陳時中第一時間回應，尚未收到申請。楊志良於4月29日召開「楊志良擋了蔡政府的快篩發財路」記者會，砲轟民進黨以高於市價行情購入試劑賣給民眾，意圖利用價差來籌措選舉資金。他質疑衛福部長陳時中花100億元買1億劑快篩試劑，1劑100元，還要百姓排隊拿100元買，自己進口的試劑為歐盟認證，1劑只要55元，符合規定卻無法進口。。球評石明謹在臉書舉例，雜貨店老闆花10元進貨1顆雞蛋，顧客花10元把雞蛋買走，結果楊志良得出老闆獲利20元。他表示，我國購買快篩試劑怎麼算就是花掉100億元，民眾花的錢只是回補國庫而已，「這樣怎麼賺200億到口袋呢」。他指出，楊志良的算法等於是在記帳時將支出和收入記在同一欄裡。

### 郭台銘造勢場合言論
2023年8月27日，時值郭台銘欲參選2024總統大選之際，在造勢場合邀請楊志良加入他的智庫，楊志良在致詞時說：“為什麼會家暴？是因為心情鬱卒，沒有辦法去修理蔡英文，沒有辦法去修理陳建仁，因為他們有保鏢，所以去修理更弱的另一半，打老婆、打小孩。”立刻引起輿論批評。國立成功大學教授李忠憲認為楊志良故意使用“沒辦法修理總統蔡英文”這樣的情緒化語言，是在極端化問題且導致公眾情緒的激化。不是真正在探討自殺、自殘和家暴的根本原因，並表示如果人民能夠“修理”政府領導人，這些社會問題就會得到解決的說法。是一個危險的暗示，會將暴力行為正當化。
民進黨籍的立委范雲表示，楊志良的發言嚴重傷害家暴受害者，對於家暴行為人行為的政治操弄，更是踐踏台灣過去數十年來，婦女團體在家庭暴力防治的倡議與努力。對此，總統府也回應，家暴等議題是受害民眾的傷痛，任何人對此都應嚴肅以對，楊志良為了選舉口不擇言，在選舉造勢活動中以“家暴”當作嘲諷、攻擊他人的語言，屬言論不當，並向楊志良表達嚴正譴責，認為楊志良應向社會大眾道歉。
隔日下午，楊志良在發言表示，自己堅決不道歉，他認為自己講的都是對的，蔡英文把國家搞成這樣應該跪在總統府前道歉。晚間，楊志良突然發聲明並改口向經歷家暴民眾抱歉，但仍譴責政府造成人民水深火熱。
繼「台灣家暴是因為民眾沒辦法修理總統蔡英文、行政院院長陳建仁」失言風波後後，楊志良於隔天稱「台灣男性精蟲越來越不行，女性生殖能力越來越低，原因都是歌手蔡琴害的，因為她有一首歌是讀（毒）你千遍也不厭倦」再度引發爭議。

### 對女性羞辱言論
2023年12月28日，受到臺北市立委第一選區張斯綱候選人之邀請，到北投區石牌福星宮站臺。楊志良首先憂心忡忡的談論臺灣生育率問題，高談少子化之危機，認為「女性30歲後就沒用了」，引經據典的拿出台北醫學大學、婦產科醫學會、衛生福利部國民健康署等的研究，強調女性33歲後就不能生了，更痛斥同選區立委候選人吳思瑤快50歲（事後楊透露氣到想罵三字經），「這輩子絕子絕孫」、「不可能生了」，意指其沒有子嗣以說明臺灣之生育率低迷問題。同時，與其同臺的北市第七選區候選人徐巧芯也被問到已經生育與否，徐巧芯否認後，楊志良便呼其「沒救」，並使之「趕快回家愛愛」，最後登高一呼呼籲女性應回家「藉由性行為提高臺灣的生育率」。
事發當時，張斯綱曾試圖提醒楊志良止住，但楊志良卻斥之「你不能給我阻止」，繼而高談闊論。為此，吳思瑤、張斯綱與徐巧芯事後分別透過Facebook貼文進行回應：吳思瑤將此次失言與丁守中於2016年「吳思瑤是坐四望五的女人」之言論進行對比，指涉國民黨男性性平意識不足，並質疑張斯綱找楊志良這種「仇女慣犯」站臺；張斯綱在28日深夜發文向徐巧芯和吳思瑤致歉，但也為楊志良緩頰其「說太快失去本意」、「對臺灣健保有貢獻」；徐巧芯則表達「沒覺得被冒犯」，但不鼓勵對女性生育指手畫腳，並說明自身尚未有生育之意願。
隔日，在張斯綱道歉後，楊志良受訪表示自己沒有說錯，不願意道歉。並強調「張斯綱要向我致謝都來不及」

## 荣誉

### 中华民国勋章奖章
- 一等功绩奖章（行政院，2010年4月22日颁发[48]）

## 作品

### 著作
- 5本專書，並發表上百篇學術論文、研討會論文。

| 年份   | 書名                                                 | 出版社                       | ISBN               |
| ------ | ---------------------------------------------------- | ---------------------------- | ------------------ |
| 2011年 | 《拼公義，沒有好走的路：白目署長楊志良的衝撞與改革》 | 天下文化                     | ISBN 9789862167670 |
| 2012年 | 《台灣大崩壞：挑戰沒有希望的未來》                   | 天下文化                     | ISBN 9789862169339 |
| 2015年 | 《分配正義救台灣》                                   | 時報文化                     | ISBN 9789571361758 |
| 2019年 | 《中華民國如何不亡! ?》                              | 臺灣高齡化政策暨產業發展協會 | ISBN 9789869250405 |

### 戲劇演出
| 年份   | 頻道     | 劇名        | 角色                   |
| ------ | -------- | ----------- | ---------------------- |
| 2013年 | 公共電視 | 《穿越101》 | 客串演出，飾演公車司機 |